# Hypothyris angelina
Hypothyris angelina är en fjärilsart som beskrevs av Haesch 1905. Hypothyris angelina ingår i släktet Hypothyris och familjen praktfjärilar. Inga underarter finns listade i Catalogue of Life.